# Carles Coll i Costa
Carles Coll i Costa (Figueres, l'Alt Empordà, 14 d'abril de 1952) és un director d'orquestra i compositor català.
Va cursar estudis al Conservatori Superior de Música del Liceu i al Conservatori Superior Municipal de Música de Barcelona i amb el mestre Miquel Farré i Mallofrè.
El 1985 creà la campanya El piano a l'abast, que va portar a més de 130 poblacions catalanes.
És autor de les orquestracions de les obres dels compositors Josep Serra i Bonal i Albert Cotó que configuren el tercer CD de l'OCE, Valsos i danses vuitcentistes. També és creador de diverses obres per a orquestra de corda, entre les quals destaca el conte musical L'Estel Passerell amb lletra de Maria Àngels Gardella i Quer i il·lustracions de Jap), i de l'espectacle basat en la Balada del Sabater d'Ordis, de Carles Fages de Climent.
Ha estat convidat a dirigir l'Ensemble Orchestral Perpignan-Languedoc-Roussillon, la Cappella Istropolitana de Bratislava, l'Orquestra Sinfonietta de Zilina (l'Orquestra de Cambra de l'estat d'Eslovàquia), la Çukorova State Symphony de Turquia i l'Orquestra Simfonia de Bucarest, l'Orquestra Simfònica Nacional de Panamà, l'Orquestra Simfònica de Cienfuegos (Cuba), la Knox-Galesburg Symphony dels Estats Units i la Uralsk Philharmonic Orchestra del Kazakhstan.
És l'impulsor, fundador i director titular de l'Orquestra de Cambra de l'Empordà, de l'Orquestra Filharmònica de Catalunya i cofundador i codirector de la Simfònica de Cobla i Corda de Catalunya, amb Francesc Cassú. El 2007 ha rebut el Premi d'Actuació Cívica de la Fundació Lluís Carulla.
Va rebre la Medalla d'Or al Mèrit Europeu (2011).